# Maximilian Sommer
Maximilian Franz Josef Sommer (* 3. November 1846 in Karlsruhe; † 21. August 1925 in Freiburg im Breisgau) war ein preußischer General der Infanterie.

## Leben

### Herkunft
Maximilian war ein Sohn des badischen Generalauditors Josef Sommer († 1847) und dessen Ehefrau Pauline, geborene Freiin von Beust (* 1822). Sie war die Tochter des badischen Generalmajors Franz von Beust (1776–1858).

### Militärkarriere
Sommer besuchte das Kadettenhaus in seiner Heimatstadt und wurde anschließend am 15. September 1864 als Portepeefähnrich dem 1. Leib-Grenadier-Regiment der Badischen Armee überwiesen. Bis Mitte Juli 1865 avancierte er zum Sekondeleutnant. Im Jahr darauf nahm er während des Krieges gegen Preußen in Süddeutschland an den Gefechten bei Hundheim, Werbach sowie Gerchsheim teil. Nach dem verlorenen Krieg und der Reorganisation der badischen Streitkräfte nach preußischem Vorbild war Sommer ab Oktober 1867 zur weiteren Ausbildung an die Preußische Kriegsakademie in Berlin kommandiert. Bei der Mobilmachung anlässlich des Krieges gegen Frankreich kehrte er Mitte Juli 1870 zu seinem Regiment zurück und nahm als Adjutant des Füsilier-Bataillons am Feldzug teil. In dessen Verlauf war er in die Belagerung von Straßburg sowie die Kämpfe bei Étival, Bruyères, am Ognon, bei Dijon, Nuits und Belfort eingebunden. Er stieg Ende September 1870 zum Premierleutnant auf und war ab dem 20. Januar 1871 Regimentsadjutant. Für sein Wirken wurde Sommer mit dem Ritterkreuz des Militär-Karl-Friedrich-Verdienstordens und dem Eisernen Kreuz II. Klasse ausgezeichnet.
Nach dem Friedensschluss und der Militärkonvention trat Sommer zum 15. Juli 1871 unter Belassung in seiner Stellung in den Verbund der Preußischen Armee über. Mitte Dezember 1872 erfolgte seine Kommandierung als Adjutant der 38. Infanterie-Brigade in Hannover. Vom 1. Mai 1873 bis zum 14. April 1875 war er zur Dienstleistung beim Großen Generalstab kommandiert. Mit der Beförderung zum Hauptmann wurde er dann in den Generalstab der Armee und von dort ein Jahr später unter Stellung à la suite in den Nebenetat des Großen Generalstabes versetzt. Nach einem zweijährigen Kommando als Vermessungsdirigent bei der topographischen Abteilung der Landesaufnahme schied Sommer unter Belassung à la suite des Generalstabes der Armee aus dem Nebenetat der Großen Generalstabes aus und wurde zum militärischen Begleiter des Erbgroßherzogs von Baden ernannt. Am 10. Juli 1880 wurde er von diesem Kommando entbunden und unter Überweisung zum Generalstab der 29. Division in den Generalstab der Armee einrangiert. Vom 1. April 1881 bis zum 19. Januar 1883 versah Sommer Truppendienst als Chef der 12. Kompanie im 6. Thüringischen Infanterie-Regiment Nr. 95 in Coburg. Dafür erhielt er das Ritterkreuz des Herzoglich Sachsen-Ernestinischen Hausordens. Anschließend erfolgte unter Überweisung zum Großen Generalstab seine Rückversetzung in den Generalstab der Armee. Durch AKO vom 22. März 1883 zum Major befördert, wurde Sommer Ende September 1883 zunächst in den Generalstab der 2. Division und Ende Dezember des Folgejahres in den Generalstab des IX. Armee-Korps versetzt. Daran schloss sich ab Mitte April 1887 eine Verwendung als Bataillonskommandeur im 3. Magdeburgischen Infanterie-Regiment Nr. 66 an. Mit der Beförderung zum Oberstleutnant wurde Sommer am 13. August 1889 etatmäßiger Stabsoffizier im 6. Brandenburgischen Infanterie-Regiment Nr. 52. Als Oberst war Sommer vom 18. Oktober 1891 bis zum 26. Januar 1893 Kommandeur des  Grenadier-Regiments „König Friedrich Wilhelm I.“ (2. Ostpreußisches) Nr. 3. Anschließend wurde er unter Stellung à la suite des Generalstabes der Armee in den Nebenetat des Großen Generalstabes versetzt und zum Chef der topographischen Abteilung der Landesaufnahme ernannt. Am 27. Januar 1895 folgte unter Einrangierung in den Generalstab der Armee die Verleihung des Ranges und der Gebührnisse eines Brigadekommandeurs. Zugleich wurde Sommer als Abteilungschef zum Großen Generalstab versetzt und ein Jahr später zum Generalmajor befördert. Nachdem man ihn am 5. August 1897 zur Vertretung des Kommandeurs der 59. Infanterie-Brigade nach Metz kommandiert hatte, erfolgte am 18. August 1897 seine Ernennung zum Kommandeur dieses Großverbandes.
Im Zuge der Heereserweiterung wurde Sommer am 25. März mit Wirkung zum 1. April 1899 unter Beförderung zum Generalleutnant zum Kommandeur der neuformierten 39. Division in Colmar ernannt. Nach Abschluss der großen Herbstübungen beim XIV. Armee-Korps zeichnete ihn Kaiser Wilhelm II. im September 1899 mit dem Stern zum Roten Adlerorden II. Klasse mit Eichenlaub aus. In Genehmigung seines Abschiedsgesuches wurde Sommer am 4. Juni 1901 mit Pension zur Disposition gestellt. Aus diesem Anlass erhielt er den Kronen-Orden I. Klasse und die Erlaubnis zur Annahme des Großkreuzes des Ordens vom Zähringer Löwen.
Nach seiner Verabschiedung wurde ihm am 17. September 1909 der Charakter als General der Infanterie verliehen und Sommer erhielt im selben Jahr die Erlaubnis zur Annahme des Bayerischen Militärverdienstordens I. Klasse. Ferner würdigte ihn Großherzog Friedrich II. mit dem Großkreuz des Ordens Berthold des Ersten.